# FC Lindenberg
Der FC Lindenberg ist ein Fußballverein mit Sitz in der Stadt Lindenberg im Allgäu im bayerischen Landkreis Lindau.

## Geschichte
Der Verein wurde im Oktober des Jahres 1907 gegründet und bestritt sein erstes öffentliches Spiel im Jahr 1909. Erst nach dem Ersten Weltkrieg kam es zu Punktspielen. Im Jahr 1921 gelang der Aufstieg in die A-Klasse und in der Saison 1937/38 konnte die drittklassige Bodensee-Meisterschaft erlangt werden, wodurch der Aufstieg in die zweitklassige Fußball-Bezirksklasse Württemberg gelang. Nach dem Zweiten Weltkrieg nahm die Mannschaft dann zur Saison 1946/47 an der neuen Landesliga Südwürrtemberg teil, wo die Mannschaft in die Gruppe Süd eingegliedert wurde. In der zweiten Saison konnte der FC die Liga auf dem sechsten Platz beenden, in der Saison 1948/49 wurde der Abstieg mit dem neunten Platz und 18:22 Punkten nur knapp verhindert. In der letzten Saison der Liga war stand am Ende wieder der sechste Platz auf der Tabelle. Nach dieser Saison ist der Verein mitsamt fast aller anderen Vereine in der Landesliga in die II. Amateurliga Württemberg übergegangen.
Im Jahr 1959 stieg der Verein dann auch aus dieser Liga ab, konnte aber bereits 1961 wieder den Aufstieg feiern, worauf aber 1962 schon wieder Abstieg folgte. In den weiteren 60er und 70er-Jahren konnte die Mannschaft sich in der A-Klasse etablieren, stieg allerdings 1975 in die B-Klasse ab. Nach der Saison 1981/82 stieg die Mannschaft dann schließlich wieder in die Bezirksliga auf. In der Saison 1987/88 glückte dann wieder der Aufstieg in die Landesliga, nach der Saison 1989/90 folgte dann aber zugleich wieder Abstieg. Im Jahr 1991 konnte der Titel des Bezirkspokalsiegers erlangt werden. Bereits in der Saison 1992/93 klappte es fast mit dem Aufstieg, jedoch fehlte hier ein Tor für die bessere Differenz, nach der nächsten Saison glückte dann der Aufstieg schließlich. Im Jahr 2000 folgte dann schließlich wieder der Abstieg aus der Landesliga, 2003 ging es dann weiter hinunter in die Kreisliga A. Seither tritt der Verein nur noch auf Bezirksebene in Erscheinung.